# Comuna Bondurivka, Cecelnîk
Bondurivka (în ucraineană Бондурівка) este o comună în raionul Cecelnîk, regiunea Vinnița, Ucraina, formată din satele Bondurivka (reședința) și Dohno.

## Demografie
Componența lingvistică a satului Bondurivka
     Ucraineană (98,47%)
     Rusă (1,53%)
Conform recensământului din 2001, majoritatea populației satului Bondurivka era vorbitoare de ucraineană (98,47%), existând în minoritate și vorbitori de rusă (1,53%).